# دهستان چینی‌جان
دهستان چینی جان نام دهستانی در بخش مرکزی شهرستان رودسر، استان گیلان در ایران است. براساس سرشماری مرکز آمار ایران در سال ۱۳۸۵، جمعیت آن ۱۱۶۵۳ نفر (۳۳۷۱ خانوار) بوده‌است.